# みずしまちはる
みずしま ちはる（1975年12月1日 - ）は、日本の元AV女優。元バルドエージェンシー所属。

## 経歴
- 1996年、AV女優としてデビュー。アダルトビデオレンタルメーカーの下請け制作会社だったGASの第1号の専属女優であり、GASの仕事を増やした[1]。
- デビュー初期には「ギルガメッシュないと」などの深夜番組にも出演。
- 2000年代以降は、主に熟女系のジャンルで活躍。
- 2010年8月末日 引退を表明。

## 作品

### アダルトビデオ
1996年
- ザ・爆乳 VOL.13（ヴィー・シー・エー）

2004年
- 若妻 蛇縛の淫乳炸裂（8月26日、アタッカーズ）
- 蛇縛の巨乳Select みずしまちはる.中森加奈.持田薫（8月26日、アタッカーズ）
- 若妻凌辱三昧（9月2日、アタッカーズ）
- ザ・爆乳ベスト4時間 no.1（9月26日、シネマユニット・ガス）
- 愛しのAVギャル（12月8日、メディアステーション）

2005年
- THEバストビデオゴールド6（4月3日、アリスJAPAN）
- 爆乳ソープmomoのご奉仕（8月26日 シネマユニット・ガス）
- 巨乳熟女の癒しエロス4 みずしまちはる（11月9日、プールクラブ・エンタテインメント）

2006年
- 近親相姦中出し熟母 みずしまちはる（3月14日、マルクス兄弟）
- スーパー乳卍（6月6日、アリスJAPAN）
- 爆乳ソープりんごちゃん もし中出しソープ嬢が女子校生だったら…（7月21日、シネマユニット・ガス）
- 艶熟 中出し みずしまちはる（8月1日、グローリークエスト）
- 乳揉みフェチ。 みずしまちはる（8月13日、マルクス兄弟）
- セレブ泡姫 爆乳ソープ（10月20日、笠倉出版社）
- 人妻女秘書 社長の息子と禁断の性… みずしまちはる（12月10日、ドリームステージ）
- 巨乳美熟女特別篇（12月25日、ルビー）

2007年
- バーチャル 中出し近親相姦 総集編VOL.1（2月1日、センタービレッジ）
- 近親相姦 お母さんと僕の内緒の関係6（2月13日、マルクス兄弟）
- 熟女の潮吹き 4時間スペシャル 加藤鷹にイカされたオンナ達！（4月27日、なでしこ）
- 巨乳美熟女 みずしまちはる（5月20日、ルビー）
- 実録・中出し みずしまちはる 32才（5月21日、Yellow Duck）
- 噴乳・巨乳 中出し総編集 Vol.4 濃密4時間（5月21日、Yellow Duck）
- 巨乳パイズリ4時間スペシャル（6月13日、マルクス兄弟）
- 豊熟ダブルスナイパー 岸川ひろみ みずしまちはる（7月4日、AVS）
- 母親失格 総編版 VOL.5（7月19日、センタービレッジ）
- 巨乳中出し みずしまちはる（10月8日、Yellow Duck）

2008年
- 巨乳モミモミ天国（3月13日、マルクス兄弟）
- 豊熟スナイパー みずしまちはる（4月28日、AVS）
- 美巨乳熟女BEST4時間 VOL.2（6月10日 Yellow Duck）
- 美人妻・美熟女12人プレミアムコレクション2 BEST FUCK 4時間スペシャル（7月3日、グローリークエスト）
- 超乳セールス熟女 みずしまちはる（8月8日、サテンドール）
- 猛乳マゾ熟女（壱） みずしまちはる（9月11日、サテンドール）
- 近親相姦美熟女セレクション VOL.5（10月4日、Yellow Duck）
- お母さんへ中出し 近親相姦美熟女4時間（12月1日、ワンズファクトリー）
- 美巨乳熟女BEST4時間 VOL.6（12月9日、Yellow Duck）

2009年
- でぶナンパ本舗（1月26日、グレイズ）
- 大きなおっぱいフェチ 永久保存版！爆乳女優43名57コーナー（10月24日、シネマユニット・ガス）

## TV出演
- ギルガメッシュないと(テレビ東京系列)
- 疾風怒涛!FNSの日スーパースペシャルXI真夏の27時間ぶっ通しカーニバル 〜REBORN〜(フジテレビ)